# Castello di Monticello
Das Castello di Monticello ist eine mittelalterliche Burg in Monticello, einem Ortsteil der Gemeinde Gazzola in der italienischen Emilia-Romagna. Die Burg liegt in einer strategisch vorteilhaften Position auf dem Grat zwischen dem Val Trebbia und dem Tal des Luretta-Baches in 540 Meter Seehöhe.

## Geschichte
Das Castello di Monticello wurde zum ersten Mal 1372 urkundlich erwähnt, als es von papsttreuen Truppen während eines Aufstandes gegen die Viscontis eingenommen wurde; verteidigt wurde es in dieser Zeit von der Familie Arcelli, die auch in den folgenden Jahren  die Burg in Besitz hielten, bis 1452 Miteigentümer bestellt wurden. Die Burg wurde Eigentum des Familienzweiges von Montevantano; von diesem Zweig stammte im 16. Jahrhundert in der Person des Grafen Achille Arcelli der Zweig der Arcellis von Monticello, dessen erstes Mitglied der Sohn des Vorgenannten, Antonio Maria Arcelli, war.
1633 verlehnte der Herzog von Parma und Piacenza, Odoardo I. Farnese, die Burg an Pier Luigi Borghi, den Präsidenten der Kammer von Parma. 1647 gelang es der Familie Borghi, sich vom Magistrat der Liegenschaftsverwaltung der Farneses sich das Recht zum Kauf von drei der fünf Teile, in die das Lehen von Monticello und Monteventano aufgeteilt war, erteilen zu lassen. Später, im 18. Jahrhundert, fielen diese in das Eigentum eines Familienzweiges der Arcellis, der Arcelli Fontanas, zurück, zusammen mit dem Castello di Monteventano.
Während des Zweiten Weltkrieges fand auf der Burg in der Nacht vom 15. zum 16. April 1945 eine blutige Schlacht zwischen den Bedeutenderen der Resistenza auf dem Gebiet der Provinz Piacenza, den Formationen der Partisanen unter dem Kommando von Gino Cerri, genannt „Cicogna“, die sich im Inneren des Gebäudes verschanzt hatten, und der deutschen Wehrmacht, die sie umzingelt hatten, statt.
Um etwa 3.30 Uhr wurden die etwa 30 Partisanen, die sich im Inneren der Burg befanden, von einer Streitmacht, bestehend aus etwa 400 Kräfte der schwarzen Brigaden aus Mantua und der Legione SS Italiana, ausgerüstet mit schweren Waffen, wie Maschinengewehren und Panzerfäusten, umzingelt. Trotz der zahlenmäßigen Überlegenheit waren die durch die Belagerung, während der einige landwirtschaftliche Gebäude neben der Burg in Brand gesteckt wurden, Angegriffenen bis zum Morgen nicht erfolgreich, als sich ihnen vom Castello di Monteventano eine Partisaneneinheit und der Führung von Lino Vescovi, genannt „Il Valoroso“, anschloss, während vom Tidone her eine Verstärkungsgruppe unter dem Kommando von Cesare Rabaiotti, genannt „Il Moro“, ankam.
Dank dem Eintreffen dieser Truppen, sowie dem Feuer eines Mörsers, der auf einem Hügel nicht weit entfernt von der Siedlung San Giorgio strategisch günstig platziert war, schafften es die Partisanentruppen, den Angriff endgültig abzuwehren. In dieser Phase des Kampfes fand Lino Vescovi den Tod, getroffen – nach der Meinung einiger – von Eigenbeschuss, während er einen Angriff gegen die feindlichen Truppen in der Nähe der Burg führte.
Seit die Burg wieder in Privatbesitz übergegangen ist, ist dort ein Bauernhof untergebracht. Die Teile des Gebäudes, die genutzt werden, zeigen sich in gutem Erhaltungszustand, während die nicht genutzten Teile sich eher in schlechtem Zustand befinden und einsturzgefährdet sind.

## Beschreibung
Die Burg, die sich einige ähnliche Elemente mit den benachbarten Burgen von Rezzanello und Momeliano teilt, hat einen rechteckigen Grundriss mit vier Ecktürmen. Drei davon, alle Rundtürme, verjüngen sich nach oben, während einen quadratischen Grundriss hat. Der Komplex ist um zwei Innenhöfe mit unterschiedlichen Abmaßen herum gebaut, um die herum die hauptsächlichen Baukörper stehen.
Den Zugang zum ersten Innenhof, der entlang der Ostseite des Gebäudes liegt, vermittelt ein Türmchen mit quadratischem Grundriss, das ursprünglich mit einer Zugbrücke ausgerüstet war, von der man heute noch die Spuren der Bolzen sehen kann. Der Komplex zeigt untereinander inhomogene architektonische Elemente, ein Zeichen dafür, dass der Bau in verschiedenen Phasen ausgeführt wurde: Am Anfang des Baus einer befestigten Siedlung stand das Setzen weiterer Türme und der Verteidigungskurtine. Mit der Anpassung des Gebäudes an die landwirtschaftlich-bäuerliche Nutzung wurden etliche diesem Zweck dienende Gebäude an die ursprüngliche Burg angebaut, wobei dies dazu beitrug, das ursprüngliche Aussehen zu verändern, indem die Formen verfeinert wurden.
In der Nähe der Burg steht die Kirche Santa Maria Maddalena e Santo Stefano Protomartire, die ursprünglich im Laufe des 14. Jahrhunderts als Oratorium der Burg erbaut wurde.